# Dragon Runner

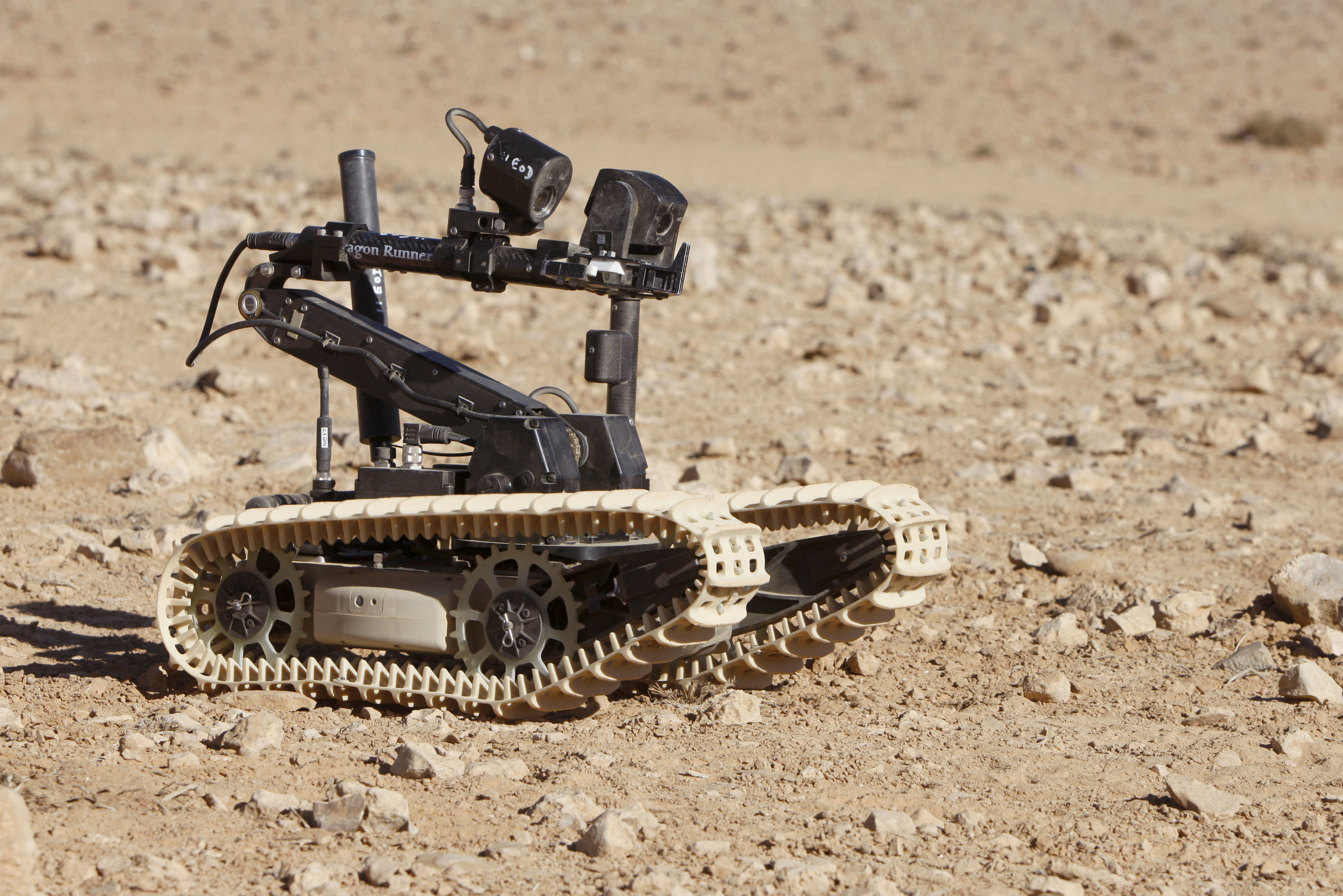
Versión sometida a seguimiento en Jordania con el ejército británico en 2012

Dragon Runner es un robot militar creado para la guerra urbana. Con un peso de 20 libras, es lo suficientemente ligero para ser llevado y lanzado. El proyecto original fue fundado por el Marine Corps Warfighting Lab en conjunto con la Universidad Carnegie Mellon. Fue diseñado en esta mientras los electrónicos y el revestimiento termoplástico estaban siendo desarrollados y fabricados por Automatika, Inc. El desarrollo inicial fue conducido por el Laboratorio de Investigación Naval de los Estados Unidos, incluyendo el diseño inicial, producción y test de campo.
El robot tiene cuatro ruedas, mide 38 cm de largo, menos que la anchura de un pie, y 13 cm de alto. El robot es muy áspero, y se puede lanzar sobre vallas, huecos de escaleras, desde un vehículo en movimiento a 70km/h o incluso desde un tercer piso. No importa como caiga porque ningún lado es el correcto. Sin embargo, no fue diseñado para subir o bajar escaleras por sí solo, sino que fue diseñado para que se pudiese llevar.

## Uso
Dragon Runner está diseñado para áreas que son muy peligrosas o inaccesibles para soldados humanos, particularmente ambientes humanos. La inclinación de la cámara colocada en el frente proporciona un vídeo que es retransmitido a su controlador por un módem inalámbrico. Aporta a los soldados una vista a través de esquinas y otras obstrucciones que le previenen de ser visto por enemigos escondidos. También puede ver usando los sistemas ópticos de los VANTs.
Dragon Runner puede operar en tres modos distintos:
- Modo Conducción: El robot conduce, transmitiendo imágenes al operador.
- Modo Centinela: Dragon Runner se queda quieto, usando un micrófono y sensores que pueden detectar movimiento a 9,1 metros. Si detecta algo, alertará al operador.
- Modo Ver: El robot no se mueve y proporciona imágenes al operador.

Las modificaciones incluyen permitirle trepar escaleras y peldaños que pueden encenderse rápida y fácilmente en el campo por un soldado sin herramientas.
En junio de 2010, bajo un contrato de £12 millones con QinetiQ UK, alrededor de 100 Dragon Runners fueron ordenados por el ejército británico para mejorar la habilidad de expertos en desactivar bombas para encontrar y desactivar explosivos improvisados en la primera línea de Afganistán. El primer uso fue entonces ya demostrando su utilidad en contra de amenaza de bombas en las carreteras.